# Franco Caldara
Franco Caldara (Cortina d'Ampezzo, 19 gennaio 1938) è un ex giocatore di curling italiano del Curling Club 66 Cortina.
Ha fatto parte della nazionale italiana di curling partecipando a due campionati mondiali, uno nel 1975 a Perth ed uno nel 1978 a Winnipeg, in Canada.
Caldara è diventato più volte campione d'Italia.